# Challis (Mondkrater)
Challis ist ein Einschlagkrater auf dem Mond. Er liegt hoch im Norden auf der Mondvorderseite zwischen den Kratern Main im Norden und Scoresby im Südosten.
| Buchstabe | Position          | Durchmesser | Link |
| --------- | ----------------- | ----------- | ---- |
| A         | 77,29° N, 1,91° O | 32 km       |      |

Der Krater wurde 1935 von der IAU nach dem britischen Astronomen und Mathematiker James Challis benannt. 

## Weblinks

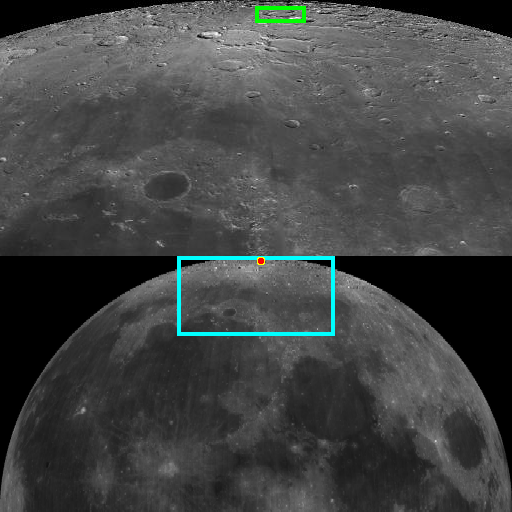
Lage von Challis